# Revue pro psychoanalytickou psychoterapii a psychoanalýzu
Revue pro psychoanalytickou psychoterapii a psychoanalýzu (do roku 2015 Revue psychoanalytická psychoterapie), zkráceně „Revue“, je odborný časopis sborníkového charakteru, který pokrývá oblast psychoanalýzy a psychoanalytické psychoterapie. Publikuje tematická čísla a zaměřuje se zejména na klinickou psychoanalýzu, psychoanalyticky orientovanou psychoterapii a dynamickou psychiatrii. Zahrnuje oblast individuální, párové, rodinné a skupinové psychoanalytické psychoterapie u dospělých, dětí i adolescentů. Kromě klinických a teoretických článků Revue otiskuje také práce tzv. aplikované psychoanalýzy, které rozpracovávají psychoanalytické myšlení v oblasti umění, lékařství, pedagogiky, práva, sociologie, teologie, filologie a dalších humanitních věd, stejně tak jako dialog s neurovědami a výzkumem.

## Historie
Časopis Revue psychoanalytická psychoterapie vychází od roku 1999 ve frekvenci dvakrát ročně v podobě letního a zimního čísla na půdě České společnosti pro psychoanalytickou psychoterapii (ČSPAP). Od roku 2015 časopis získal širší název Revue pro psychoanalytickou psychoterapii a psychoanalýzu. Volně navazuje na poválečné vydávání Psychoanalytické ročenky (1947, 1948, 60. léta, 1987) a Psychoanalytického sborníku (1989-1995). Myšlenkou založení porevolučního československého psychoanalytického časopisu se v letech 1995-1998 zabývali Ladislav Grygar, David Holub a Michael Šebek. David Holub v roce 1998 „samizdatově“ vytiskl nulté (a jediné) číslo Zpravodaje ČSPAP, který se stal předchůdcem odborné tiskoviny. Založení odborného periodika včetně sestavení redakční rady, financování, ediční práce se ujal David Holub, který současně zastával pozici šéfredaktora v letech 1999–2000, 2013–2015 a 2018. První redakční radu tvořili Václav Buriánek, Ladislav Grygar, Marie Hošková, Petr Junek, Marie Kopřivová, Alena Plháková, Ivana Růžičková, Michael Šebek, Luděk Vrba, Slavoj Titl a David Holub. Etymologický základ názvu Revue (od re-view, re-videre) vystihoval pojetí časopisu: schopnost znovu se dívat, dívat se na to, jak se dívám a dávat svému pohledu novou perspektivu ve třech významech: a) inspirující nové vidění (reconsideration, reexamination), dívat se jinak, b) časově nové vidění – přehled a zpětné zhodnocení, c) dívat se ze širší perspektivy, kritické posouzení (recenze). Milníkem v historii Revue bylo v roce 2015 její začlenění do mezinárodní knihovny psychoanalyticky orientovaných časopisů, knih a videonahrávek PEPWEB, které přispělo k digitalizaci všech čísel Revue. Od roku 1999 slouží publikační prostoru Revue různým cílům. Zprvu jako náhrada nedostupné psychoanalytické literatury, platforma psychoanalytického myšlení, odborné diskuze a polemiky, výuky a vzdělávání, utváření profesní identity a sdílení řemesla a techniky práce, informování odborné i neodborné veřejnosti mimo analytické společnosti a doplňování veřejných diskusí mediálního prostoru o psychoanalytický pohled, utváření českého psychoanalytického jazyka a aktualizace odborné terminologie, propojení odborných skupin a společností a díky napojení na mezinárodní databázi psychoanalytických textů PEPWEB a jejích vyhledávačů podporuje studium, výzkum a publikování psychoanalytických textů českých autorů.

## Redakce časopisu
Odpovědní redaktoři: PhDr. Jiří Jakubů, Ph.D., PhDr. Hana Drábková
Zakládající redaktor: MUDr. David Holub, Ph.D.
Výkonná a technická redaktorka: Mgr. Tereza Koronthály
Redakční rada
MUDr. Halina Čermáková
PhDr. Hana Drábková
PhDr. Mirka Chmelíčková
PhDr. Jiří Jakubů, Ph.D.
MUDr. Marie Kopřivová
MUDr. Ivana Růžičková
MUDr. Eduard Rys
Mgr. Pavla Sokalská
PhDr. Michael Šebek, CSc.

Okruh blízkých spolupracovníkůa širší poradní kruh redakční rady
PhDr. Václav Buriánek
PhDr. Petr Junek
MUDr. Petr Klimpl, CSc.
MUDr. Silvia Nürnberger
MUDr. Martin Pavelka
Mgr. Roman Telerovský
PhDr. Slavoj Titl
PhDr. Luděk Vrba

Návrh obálky Pavel Hrach
Grafická úprava Michal Semerák
Tisk ReTISK – signmaking s.r.o.

Vydavatel ČSPAP
Adresa redakce Mala Štupartská 646/1, 110 00 Praha 1
Informace o předplatném, objednávky, urgence českých a zahraničních předplatitelů
Mgr. Tereza Koronthály
Periodicita dvakrát ročně (červen, prosinec)
Cena 290 Kč
Roční předplatné vč. poštovného 580 Kč
Cena v zahraničí 12 EUR, 19 USD
Revue pro psychoanalytickou psychoterapii a psychoanalýzu je evidována u Ministerstva kultury ČR pod číslem E8381.
ISSN 1212-7280

## Témata jednotlivých čísel
K tématům jednotlivých čísel se vztahuje většina příspěvků.
| ROK  |      | EDITOR                   | TÉMA                                                  |
| 1999 | léto | Holub                    | Identita                                              |
| 1999 | zima | Holub                    | Destruktivita a narcismus                             |
| 2000 | léto | Holub                    | Dětská psychoanalytická psychoterapie                 |
| 2000 | zima | Holub                    | Narcismus, čístění anality                            |
| 2001 | léto | Buriánek                 | Skupinová analýza                                     |
| 2001 | zima | Šebek                    | Účinnost psychoanalýzy                                |
| 2002 | léto | Holub                    | Hraniční a psychotické poruchy                        |
| 2002 | zima | Titl                     | Psychoanalytická párová a rodinná terapie             |
| 2003 | léto | Grygar                   | Hranice ve vývoji, terapii i teorii                   |
| 2003 | zima | Šebek                    | Modality psychoanalytických psychoterapií             |
| 2004 | léto | Kopřivová/Růžičková      | Terapie a vývoj dětí a adolescentů                    |
| 2004 | zima | Plháková                 | Sny a jiné fantazijní produkty                        |
| 2005 | léto | Titl                     | Pojetí narcismu v psychoanalýze                       |
| 2005 | zima | Šebek                    | Femininita                                            |
| 2006 | léto | Kopřivová/Růžičková      | Adolescence                                           |
| 2006 | zima | Hošková                  | Sigmund Freud a současná psychoanalýza                |
| 2007 | léto | Junek                    | Moderní psychoanalýza I.                              |
| 2007 | zima | Vrba                     | Otcovství                                             |
| 2008 | léto | Hošková                  | Psychoanalytický proces                               |
| 2008 | zima | Šebek                    | Moderní psychoanalýza II. (francouzské školy)         |
| 2009 | léto | Titl                     | Párová a rodinná psychoanalytická psychoterapie       |
| 2009 | zima | Vrba                     | Bridging Identities - současné skupinové přístupy     |
| 2010 | léto | Telerovský               | Psychoanalýza, umění a kultura                        |
| 2010 | zima | Šebek                    | Nové myšlenky v psychoanalýze                         |
| 2011 | léto | Kopřivová/Růžičková      | Traumatizované dítě v dnešní době                     |
| 2011 | zima | Holub                    | Čas v psychoanlýze                                    |
| 2012 | léto | Mahler                   | Sándor Ferenczi a vztahová analýza                    |
| 2012 | zima | Šimek                    | Psychosomatika                                        |
| 2013 | léto | Šebek                    | Proměny psychiky - italská témata                     |
| 2013 | zima | Holub/Jakubů             | Láska a psychoanalýza                                 |
| 2014 | léto | Probstová                | Obtížně přístupný pacient                             |
| 2014 | zima | Holub/Telerovský         | Psychoanalytické interview                            |
| 2015 | léto | Čermáková                | Vzájemné ovlivňování v psychoanalýze                  |
| 2015 | zima | Jakubů/Drábková          | Přenos, protipřenos a odehrávání v psychoanalýze      |
| 2016 | léto | Vrba/Drábková            | Úzkost a strach ve skupině                            |
| 2016 | zima | Šebek                    | Totalitní mysl                                        |
| 2017 | léto | Kopřiová/Růžičková/Rys   | Autismus                                              |
| 2017 | zima | Titl/Čermáková           | Jak se stát analytikem                                |
| 2018 | léto | Jakubů/Drábková          | Jak rozumět pacientovi                                |
| 2018 | zima | Kopřiová/Růžičková/Rys   | Psychoanalytická psychosomatika v dětství a dospívání |
| 2019 | léto | Sokalská/Titl            | Neobvyklé páry v terapii                              |
| 2019 | zima | Kopřiová/Růžičková/Šebek | Zrození dítěte                                        |